# Bahnhof Potsdam Charlottenhof
Potsdam Charlottenhof ist ein Haltepunkt an der Hauptbahn Berlin – Magdeburg in der brandenburgischen Landeshauptstadt Potsdam. Er befindet sich im Kilometer 28,23 an der Überführung der Strecke über die Zeppelinstraße. Das Ensemble steht unter Denkmalschutz.

## Geschichte
Der Haltepunkt ging am 1. Oktober 1887 in Betrieb. Die von der Königlichen Eisenbahn-Direktion Magdeburg erstellte Anlage besaß zwei niedrige Seitenbahnsteige und ein einfaches Empfangsgebäude. Die Strecke verlief zu dieser Zeit noch ebenerdig. Im Oktober 1892 legte das Königliche Eisenbahn-Betriebsamt Berlin (Berlin–Magdeburg) der vorgesetzten KED Magdeburg einen Entwurf zur Verbesserung der Verkehrsverhältnisse zwischen Potsdam und Wildpark vor. Sie sah die schrittweise Hochlegung der Bahn und die Anhebung der auf dem Abschnitt befindlichen Brücken um etwa zwei Meter vor. Da ein aufgestellter Kostenvoranschlag Ausgaben von rund zwei Millionen Mark vorsah, ließ die Direktion von dem Vorhaben ab. Ein 1898 von der Stadt Potsdam angeregtes Vorhaben zur Höherlegung der Strecke im Bereich Charlottenhof lehnte das Ministerium der öffentlichen Arbeiten wegen fehlenden Bedarfs ab. Im Zuge des Baus der Umgehungsbahn (Nauen – Wildpark – Treuenbrietzen) forderte die Stadt im Jahr 1900 erneut die Höherlegung der Strecke im Bereich Charlottenhof und war nun bereit, sich mit 300.000 Mark an den Kosten zu beteiligen. Das Ministerium war dem Vorhaben nun nicht grundsätzlich abgeneigt, verlangte aber zunächst einen Zuschuss von 540.000 Mark, letztlich einigten sich beide Seiten bei 400.000 Mark. Mit dem Bau konnten auch die Drehbrücken über die nahegelegene Havel durch feste Überbauten ersetzt werden.
Der neue Bahndamm entstand überwiegend südlich der alten Trasse, sodass der Betrieb während der Arbeiten aufrechterhalten werden konnte. Im Bereich des Haltepunkts Charlottenhof sollte dieser jedoch an der alten Stelle verbleiben. Es musste daher ein provisorischer Mittelbahnsteig angelegt werden, für dessen Bau das erste Empfangsgebäude von 1887 weichen musste. Im September 1907 ging der Behelfsbahnsteig in Betrieb, woraufhin die Erdarbeiten beginnen konnten. Im September 1908 standen der südliche Teil der neuen Station und das Gleis Magdeburg – Berlin betriebsbereit. Im Herbst 1909 waren die Arbeiten abgeschlossen.
Das Empfangsgebäude entstand nach Plänen von Ernst Schwartz. Der Ein- und Ausgang des unterhalb der Gleise angeordneten Gebäudes zeigte zur Nordseite an der Luisenstraße. Hinter einem Windfang befand sich der Vorraum mit Fahrkartenschalter rechterhand und der mittig angeordneten Gepäckaufgabe. Die Sperre zu den Bahnsteigen war links angeordnet, von wo aus ein Verbindungsgang zu den Bahnsteigen führte. Im hinteren Teil des Gebäudes waren Diensträume und Toiletten für die Beamten eingerichtet. Mit Rücksicht auf die hier durchfahrenden Züge des Fernverkehrs wurden zwei Seitenbahnsteige errichtet, die auf einer Länge von rund 200 Meter überdacht sind. Durch diese Anordnung fällt der Damm insgesamt schmaler aus, sodass die Räume besser beleuchtet werden konnten. Mit Rücksicht auf die Lage des Haltepunkts in unmittelbarer Nähe zum Schloss Charlottenhof wurde das Bauwerk architektonisch reicher als gewöhnlich ausgebildet.
Zu verschiedenen Zeiten waren eine Verlängerung der in Potsdam endenden Vorortgleise der Wannseebahn über Charlottenhof und Wildpark nach Werder oder die Einbeziehung des Haltepunkts in den elektrischen S-Bahn-Betrieb vorgesehen. Die Pläne der Reichsbahnbaudirektion Berlin sahen 1941 den viergleisigen Ausbau der Strecke und die Anlage eines Mittelbahnsteigs für die S-Bahn vor. Der im April 1945 kriegsbedingt eingestellte Zugverkehr konnte Mitte Juni 1945 zwischen Wildpark und Potsdam und Berlin-Wannsee wieder aufgenommen werden. Seit dem 16. Februar 1946 beschränkte sich der Vorortverkehr auf den Abschnitt Potsdam – Werder. Das südliche Streckengleis wurde nach Kriegsende abgebaut.

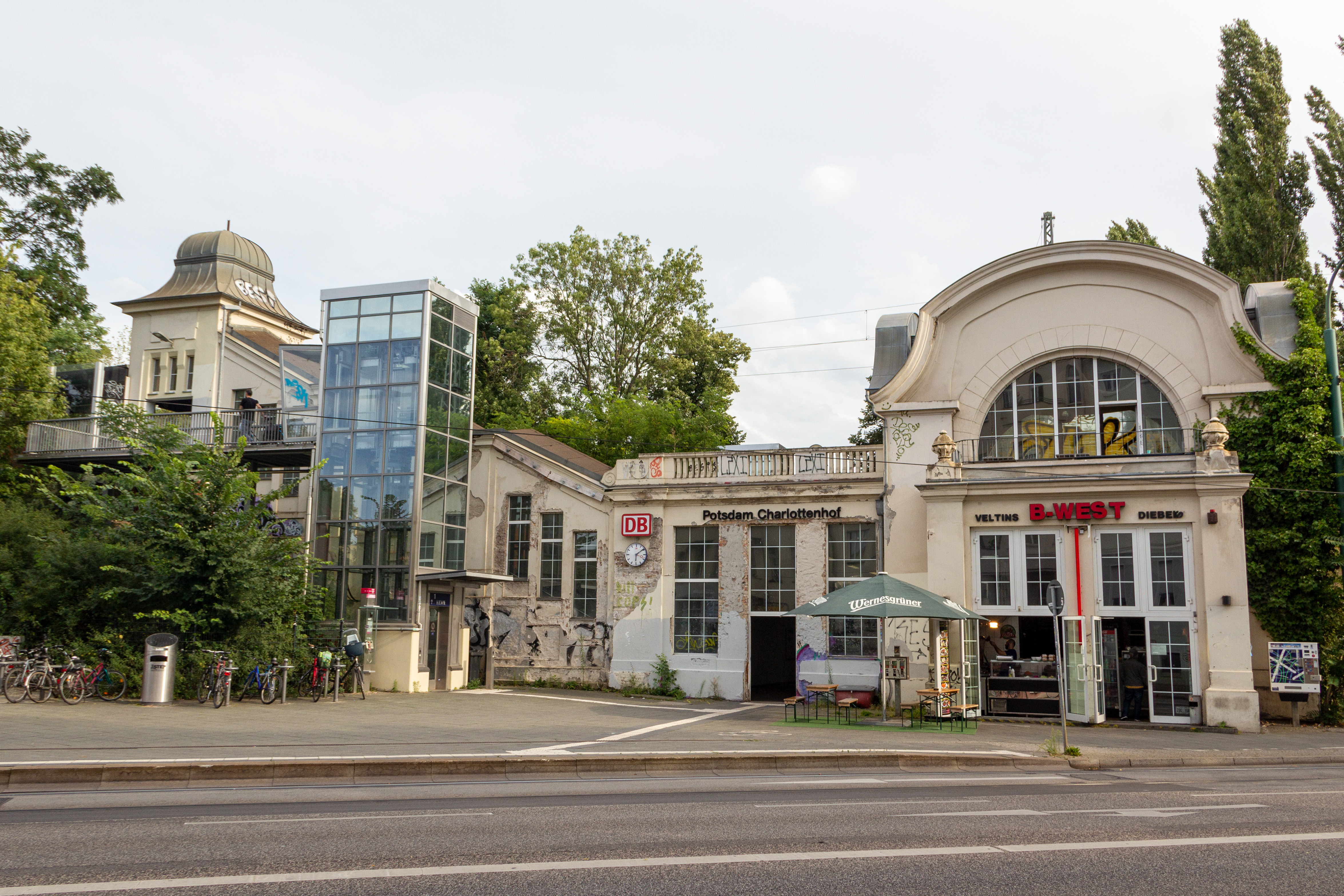
Empfangsgebäude mit Imbiss, 2020

Am 1. Juli 1952 erhielt der Haltepunkt den Namen Potsdam West. Etwas weiter westlich ließ die Deutsche Reichsbahn eine Verbindungskurve zur Umgehungsbahn nach Caputh anlegen, die am 4. Oktober 1952 in Betrieb ging. Züge von Potsdam (ab 1960: Potsdam Stadt) nach Caputh mussten somit nicht mehr in Wildpark Kopf machen. Die Kurve wurde im Frühjahr 1962 bis vor die Havelbrücke verlängert, sodass in Charlottenhof zwei eingleisige Strecken bestanden. Der südliche Bahnsteig konnte gleichzeitig wieder in Betrieb gehen. Ab 1983 war die Strecke Potsdam Stadt – Wildpark wieder durchgehend zweigleisig befahrbar. Seit dem 23. Mai 1993 trägt der Haltepunkt die Bezeichnung Potsdam Charlottenhof. 1995 wurde der Abschnitt umfangreich saniert und die Brückenzüge über die Havel und Zeppelinstraße ausgetauscht. Die Strecke verlief während dieser Arbeiten eingleisig in der Achse, die sie bis 1907 einnahm. Einhergehend fanden die Arbeiten zur Elektrifizierung und Umrüstung der Leit- und Sicherungstechnik auf ein elektronisches Stellwerk statt.
Seit März 2014 sind die Bahnsteige nach dem Einbau zweier Aufzüge neben den Treppenhäusern barrierefrei zugänglich. Kurze Brücken führen zu den beiden Seitenbahnsteigen.

## Verkehr

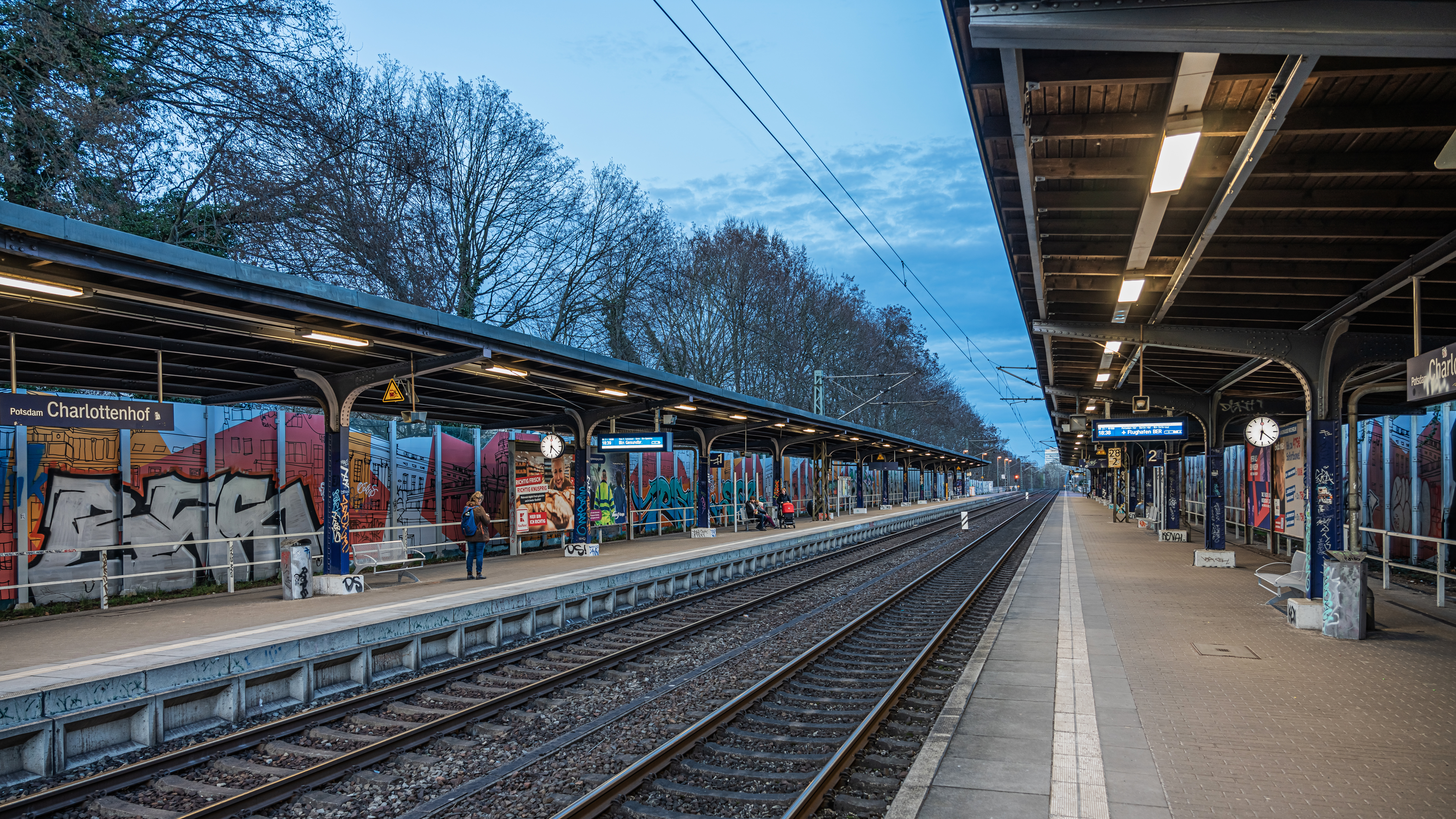
Bahnsteige

Charlottenhof war seit Beginn an ausschließlich Halt von Personenzügen. Fern- und Güterzüge wurden nicht abgefertigt. Seit dem 1. Dezember 1891 war die Strecke Berlin–Potsdam–Werder in den Berliner Vororttarif eingebunden, dem späteren S-Bahn-Tarif. Seit dem 30. August 1910 besteht zudem ein Anschluss an das Potsdamer Straßenbahnnetz. Im Sommerfahrplan 1914 fuhren die Züge annähernd stündlich zwischen Berlin Potsdamer Bahnhof und Wildpark beziehungsweise Werder. Hinzu kamen etwa acht Zugpaare täglich zwischen Berlin Potsdamer Bahnhof und Magdeburg Hauptbahnhof mit Halt in Charlottenhof. Im Sommer 1939 bestand zwischen Berlin und Werder eine stündliche Verbindung mit Vorortzügen, die zwischen Potsdam und Werder auf einen Halbstundentakt verdichtet wurde. In den Spitzenzeiten fuhren die Verstärker auch von und ab Berlin. Die Magdeburger Personenzüge fuhren hingegen in Charlottenhof durch. Die direkte Verbindung über die Stammbahn nach Berlin bestand vermutlich bis März 1945, zwischen Juni 1945 und Februar 1946 endeten die Züge in Berlin-Wannsee, seither in Potsdam.
Über die 1952 angelegte Verbindungskurve zur Umgehungsbahn Richtung Caputh bestand ab etwa 1960 ein Pendelverkehr zwischen dem Bahnhof Potsdam Stadt und dem am Schnittpunkt von Umgehungsbahn und dem Berliner Außenring angelegten Bahnhof Potsdam Süd (ab 1960: Potsdam Hbf, seit 1993: Potsdam Pirschheide) zur Verbindung des neuen Fernbahnhofs mit dem zentraleren Stadtbahnhof. Infolge des Mauerbaus am 13. August 1961 war die seit 1928 bestehende elektrische S-Bahn-Verbindung nach Berlin-Wannsee hinter Griebnitzsee unterbrochen. Bis zum 9. Oktober 1961 bestand auf diesem Abschnitt noch ein elektrischer Pendelbetrieb, der daraufhin eingestellt wurde. Als Ersatz wurde eine Verbindung von Griebnitzsee, später Babelsberg über Potsdam Stadt und Potsdam West nach Potsdam Hbf eingerichtet. Die Verbindung bestand annähernd stündlich. Die vormals direkten Züge zwischen Potsdam Stadt und Werder beschränkten sich hingegen auf die Tagesrandlagen. Nach der friedlichen Revolution und der damit verbundenen Grenzöffnung wurden die Verbindungen nach Berlin wiederhergestellt.
| Linie                    | Linienverlauf | Takt (min) | EVU              |
| ------------------------ | --- | ---------- | ---------------- |
| RE 1                     | Brandenburg Hbf – Werder (Havel) – Potsdam Charlottenhof – Potsdam Hbf – Berlin-Wannsee – Berliner Stadtbahn – Erkner – Fürstenwalde (Spree) – Frankfurt (Oder)                                                                | 60         | ODEG             |
| RB 20                    | (Potsdam Griebnitzsee –) Potsdam Hbf – Potsdam Charlottenhof – Park Sanssouci – Golm – Hennigsdorf – Birkenwerder – Oranienburg                                                                                                | 60 (Mo–Fr) | DB Regio Nordost |
| RB 21                    | Potsdam Hbf – Potsdam Charlottenhof – Park Sanssouci – Golm – Wustermark – Dallgow-Döberitz – Berlin-Spandau – Berlin Gesundbrunnen                                                                                            | 60         | DB Regio Nordost |
| RB 22                    | (Potsdam Griebnitzsee –) Potsdam Hbf – Potsdam Charlottenhof – Golm – Potsdam Pirschheide – Flughafen BER – Königs Wusterhausen                                                                                                | 60         | DB Regio Nordost |
| RB 23                    | Golm – Park Sanssouci – Potsdam Charlottenhof – Potsdam Hbf – Potsdam Griebnitzsee – Berliner Stadtbahn – Flughafen BER | 60 (Mo–Fr) | DB Regio Nordost |
| RB 33                    | Potsdam Hbf – Potsdam Charlottenhof – Potsdam Pirschheide – Caputh-Geltow – Caputh-Schwielowsee – Ferch-Lienewitz – Beelitz Stadt – Elsholz – Buchholz (Zauche) – Treuenbrietzen – Treuenbrietzen Süd – Altes Lager – Jüterbog | 60         | ODEG             |
| Stand: 15. Dezember 2024 | |            |                  |

Die Züge der RB 20 und RB 22 verkehren zwischen Griebnitzsee und Golm gemeinsam, wo sie getrennt bzw. vereinigt werden.